# Invólucro afim
Em matemática, o invólucro afim de um conjunto S no espaço euclidiano Rn é o menor conjunto afim contendo S, ou equivalentemente, a interseção de todos os conjuntos afins contendo S.    Neste caso, um conjunto afim pode ser definido como a translação de um subespaço vetorial.
O invólucro afim {\displaystyle \mathrm {aff} (S)} de S é o conjunto de todas as combinações afim de elementos de S, ou seja,
{\displaystyle \operatorname {aff} (S)=\left\{\sum _{i=1}^{k}\alpha _{i}x_{i}{\Bigg |}k>0,\,x_{i}\in S,\,\alpha _{i}\in \mathbb {R} ,\,\sum _{i=1}^{k}\alpha _{i}=1\right\}}

## Propriedade
{\displaystyle \mathrm {aff} (\mathrm {aff} (S))=\mathrm {aff} (S)}
{\displaystyle \mathrm {aff} (S)} é um conjunto fechado  